# Metodo Bates
Il metodo Bates è un metodo di medicina alternativa elaborato da William Horatio Bates nel 1919, nel libro autoprodotto The Cure of Imperfect Sight by Treatment Without Glasses.
Le teorie di Bates sono prive del supporto di studi scientifici e sono state tacciate di andar contro tutti i più evidenti principi dell'anatomia oculare, già ben noti all'epoca in cui Bates pubblicò il suo libro. A causa di questo e della mancanza di benefici scientificamente accertati nell'uso della tecnica proposta, Bates fu espulso dalla American Optometric Association. La maggioranza dei metodi alternativi successivi o contemporanei che asseriscono di migliorare i difetti visivi senza l'uso di occhiali o chirurgia sono derivazioni del metodo Bates.

## Il metodo
Il metodo si prefigge di curare difetti visivi considerati insolubili (miopia, ipermetropia, presbiopia, astigmatismo) mediante tecniche ed esercizi. Il metodo di Bates ritiene inutile, o addirittura dannoso, l'uso di occhiali o interventi chirurgici per la soluzione dei problemi visivi perché ogni persona che comincia a usare gli occhiali incorrerebbe inesorabilmente in un peggioramento della visione.
Nel suo libro Bates afferma di aver dimostrato che l'accomodazione deriva dalla contrazione dei muscoli estrinseci oculari obliqui, muscoli striati e quindi volontari. Afferma inoltre di aver ritentato l'esperimento di Hermann von Helmholtz e che dalle proprie fotografie dell'immagine riflessa sul fronte del cristallino non risulterebbero variazioni in dimensione e forma durante l'accomodazione.
Al contempo le immagini riflesse sulla cornea e sulla sclera confermerebbero la sua teoria (secondo Bates l'immagine riflessa sulla cornea e sul fronte della sclera si rimpicciolisce con l'accomodazione mentre sul lato della sclera avviene il contrario).
Secondo questi presupposti, i difetti visivi sarebbero generati dallo "sforzo per vedere meglio". A parere di Bates, chi si sforza di vedere al punto prossimo genererà ipermetropia. Chi invece si sforza di vedere da lontano diventerebbe miope. Nel momento in cui una persona non si sforza più di vedere meglio avrà una vista perfetta. Il fatto che la vista imperfetta sia un qualcosa di perenne per gli affetti da vista difettosa sarebbe dovuto, secondo Bates, ad uno sforzo continuo causato da "cattive abitudini di pensiero". Perciò secondo il medico il recupero della vista dovrebbe passare attraverso un metodo per ottenere il cosiddetto "rilassamento mentale". Il metodo dovrebbe riproporsi inoltre di curare cataratte incipienti, glaucomi e cefalee di varia natura anch'esse patologie causate, a parere di Bates, dallo "sforzo mentale".
Tra le tecniche utilizzate nel metodo Bates si riportano in ordine:
- Blinking o sbattito di palpebre: l'occhio sbatte le palpebre già automaticamente per idratarsi. Farlo appena si appanna la vista o sentono gli occhi stanchi, più volte al giorno, l'occhio si rilassa ulteriormente e aumenta la lubrificazione;
- Sunning, esposizione alla luce solare: nel suo libro Bates consigliava[8] in certi casi di guardare direttamente il sole, con le palpebre chiuse o aperte, per brevi periodi; secondo Bates gli occhi sarebbero infatti "gli organi della luce", per cui quest'ultima sarebbe loro necessaria. Tuttavia guardare il sole direttamente per periodi prolungati è altamente dannoso ed è in grado di causare lesioni irreversibili a carico della retina (retinopatia solare).[9][10]
- Shifting e Swinging, dondolio ed oscillazione: stando in posizione eretta con i piedi distanti tra loro di un piede, con il viso di fronte ad un lato della stanza, alzare il tallone sinistro mentre si girano spalle, testa e occhi a destra finché le spalle non sono parallele al muro di destra. Dopodiché posare il tallone sinistro e alzare l'altro e girarsi verso sinistra. Alternare lo sguardo dalla parete di destra a quella di sinistra stando attenti a muovere la testa e gli occhi con il movimento delle spalle. Non bisogna forzare e prestare attenzione agli oggetti in movimento[7].
- Palming o riposo oculare: questa tecnica consiste nel chiudere gli occhi e coprirli con il palmo di una mano, in modo da non far filtrare la luce, senza schiacciare i bulbi oculari e senza contrarre le spalle. Questa tecnica è utilizzata dai fautori del metodo sia a scopo diagnostico che terapeutico. Bates sosteneva infatti che solo chi vedeva un nero perfetto durante il palming poteva definirsi esente da problemi di vista, dimenticando che nessuno si trova mai in questa condizione, a prescindere dalla sua acuità visiva;[2]

## Le critiche
Nessun lavoro scientifico dimostra l'efficacia del metodo Bates nel curare i disturbi visivi; al contrario, è stata studiata l'efficacia del condizionamento psicologico nel miglioramento apparente della vista, una sorta di effetto placebo visivo, che spiegherebbe come il convincimento di aver seguito un metodo efficace porterebbe a credere di vedere meglio senza aver avuto alcun reale miglioramento visivo.
Il metodo Bates non rispetta alcuna delle caratteristiche anatomiche e fisiologiche dell'occhio: ad esempio, il controllo del processo accomodativo che Bates sostiene di poter esercitare non è fisiologicamente possibile, dato che questo è regolato dal sistema nervoso autonomo, il quale non risponde a comandi volontari.
Al contrario di molti altri metodi di medicina alternativa, il metodo Bates non suggerisce tecniche in grado di danneggiare il sistema visivo, eccezion fatta per il sunning che potrebbe causare, anche alla prima esposizione, una cecità permanente. Il paziente con problemi di vista, comunque, potrebbe incorrere in un danno anche grave dal mancato utilizzo di occhiali, assolutamente sconsigliati dal metodo Bates; questa scelta potrebbe comportare un peggioramento delle condizioni visive, oltre a un potenziale corredo di sintomi di contorno (come la cefalea) e all'aumentato pericolo di incorrere in infortuni gravi.
Oculisti e oftalmologi che hanno conosciuto il metodo Bates rimangono scettici e molto critici. Nel suo libro Fads and Fallacies in the Name of Science, Martin Gardner definisce il lavoro di Bates come un "fantastico compendio di casi risolti incredibilmente esagerati, conclusioni infondate e ignoranza della stessa anatomia."